# Мельница (кинокомпания)
Студия анимационного кино «Мельница» — российская анимационная студия, выпускающая мультфильмы и мультсериалы. Основана 26 марта 1999 года, учредителями выступили Александр Боярский и кинокомпания СТВ. Расположена в Санкт-Петербурге, на проспекте Большевиков, дом 34, корпус 2. Студия наиболее известна по франшизам «Три богатыря» и «Иван Царевич и Серый Волк» и мультсериалам «Лунтик и его друзья» и «Барбоскины».

## История
Студия «Мельница» была основана 26 марта 1999 года продюсером Сергеем Сельяновым, руководителем студии звукозаписи «Миди-Синема» Александром Боярским. Название для студии выбрали первое пришедшее в голову (офис студии располагался на Мельничной улице в Санкт-Петербурге). Компания была учреждена на паритетных началах: 50 % принадлежало Боярскому, 50 % — кинокомпании «СТВ», принадлежащей Сельянову. Управление финансами обеих компаний изначально было общим. Помещение для студии было арендовано в одном из зданий «Леннаучфильма». Для своей компании Александр Боярский и Сергей Сельянов максимально вложились только в студию звукозаписи и зал Dolby Digital для перезаписи фильмов. Сотрудников набирали для работы на сдельной основе. Первым проектом студии стал двухсерийный мультфильм «Приключения в Изумрудном городе». Изначально планировалось производство полнометражного мультфильма для кинопроката, но планам помешал финансовый кризис 1998 года. Впоследствии проект «Приключения в Изумрудном городе» заинтересовал компанию «НТВ-Кино», и она подключилась к производству. К 2000 году были созданы четыре серии продолжительностью 24 минуты. Всего, по замыслам создателей, должны были выйти 26 серий. Однако на волне смены собственника НТВ и медиагруппы «Медиа-Мост» сотрудничество было прекращено.
В 2002 году по инициативе Александра Боярского студия начала производство мультфильма «Карлик Нос» по одноимённой сказке Вильгельма Гауфа. Мультфильм вышел на экраны 20 марта 2003 года и собрал в прокате $700 000, что для российского рынка тех времён стало своеобразным рекордом, поскольку из десятка снятых с начала 1990-х полнометражных мультфильмов лишь два («Незнайка на Луне» и «Новые бременские») были выпущены в прокат. Прокатом всех дальнейших полнометражных работ «Мельницы» занялась принадлежащая «СТВ» кинопрокатная компания «Наше кино».
В 2003 году Боярский, получив письмо от студента из Днепропетровска — Максима Свешникова, с отрывком сценария о приключениях Алёши Поповича на современный лад, показал полученный отрывок Сельянову и Бронзиту. Идея понравилась всем и они решили создать мультфильм на основе русского фольклора. Мультфильм «Алёша Попович и Тугарин Змей», который был основан на сценарии студента, создавался всё лето 2004 года и вышел в декабре, когда российский кинорынок находился уже на подъёме. При бюджете $2,4 млн мультфильм собрал почти $2 млн.
Вышедший 16 марта 2006 года «Добрыня Никитич и Змей Горыныч», являющийся продолжением «Алёши Поповича», также не окупился в прокате при бюджете $3 млн. Но уже следующий мультфильм из серии про трёх Богатырей, «Илья Муромец и Соловей-Разбойник», вышедший в 2007 году, собрал $10 млн при бюджете в $3,5 млн, тем самым окупившись в прокате.
В сентябре 2006 года студия «Мельница» выпустила первую серию мультсериала «Лунтик и его друзья». В дальнейшем этот мультсериал станет одним из самых популярных проектов студии и будет насчитывать свыше 500 серий.
До 2010 года кинотеатры неохотно выделяли вечерние сеансы для показа мультфильмов, считая их (мультфильмы) более подходящими для утренних и дневных сеансов. После выхода в 2010 году мультфильма «Мельницы» «Три богатыря и Шамаханская царица» ситуация начала меняться, и под показ мультфильмов начали отдавать больше вечерних сеансов. Кроме того, выплата создателям причитающейся доли от сборов производилась с задержкой, так, например, к началу 2013 года кинопрокатчики ещё не завершили расчёт за показ «Шамаханской царицы» в 2010 году.
Первоначально «Мельница» производила лишь мультфильмы в технологии 2D, но в 2008 году на студии был создан отдел для работы над 3D-анимацией, после чего началась работа над продолжением мультсериала «Лунтик и его друзья» в 3D, а также мультсериалом «Барбоскины» и мультфильмом «Урфин Джюс и его деревянные солдаты», выпущенном в 2017 году.
Мультфильм «Мельницы» «Иван Царевич и Серый Волк», вышедший в конце 2011 года, в 2012 году стал лидером проката среди российских фильмов, собрав в России и странах СНГ, по данным Forbes, $29 млн при бюджете $7,5 млн. Прибыль студии при этом составила $4,5 млн, а в конце 2013 года вышел сиквел этого фильма — «Иван Царевич и Серый Волк 2». В начале же 2016 года вышла 3-я часть мультфильма, а в 2019 году и 4-я часть.
С осени 2014 года офис студии находится в новом здании на проспекте Большевиков.
Изображения с постера к мультфильму «Три богатыря и Шамаханская царица» появились на изображении монет номиналом 25 рублей образца 2017 года, 26 марта 2019 года студия анимационного кино «Мельница» исполнилось 20 лет.

## Стилистика
Основной упор студия делает не на высокохудожественную анимацию, а на интересный сюжет. По оценкам профессионалов[обтекаемое выражение], качество продукции «Мельницы» — среднее, но Александр Герасимов, гендиректор «Мастер-фильма», считает это скорее достоинством студии, поскольку её продукция окупается. Совладелец компании «Петербург» Анатолий Прохоров также отмечал, что у «Мельницы» «небезупречные сценарии, режиссура и неровный по качеству мультипликат», а сами создатели «работают технологически простыми средствами», но при этом их продукция нравится зрителю.

## Проекты
Первыми анимационными проектами, выпущенными под брендом «Мельница», были рекламные ролики для телевидения, короткометражный мультфильм Константина Бронзита Die Hard (Гран-при международного мультипликационного кинофестиваля ANNECY’98), а также работы для «Poseidon Film Distributors Ltd» (мультипликационные сериалы Global Bears Rescue и Technology).

### Полнометражные
Ниже перечислены полнометражные мультфильмы студии, которые уже были или в скором времени будут выпущены в прокат.
| Год  | #  | Название мультфильма                   | Режиссёр                                      | Автор сценария                                                                | Художник-постановщик            | Бюджет    | Сборы       | Дополнительно                                                                    |
| ---- | -- | -------------------------------------- | --------------------------------------------- | ----------------------------------------------------------------------------- | ------------------------------- | --------- | ----------- | -------------------------------------------------------------------------------- |
| 2003 | 1  | «Карлик Нос»                           | Илья Максимов                                 | Александр Боярский                                                            | Александра Аверьянова           | $2,5 млн  | $690 318    |                                                                                  |
| 2004 | 2  | «Алёша Попович и Тугарин Змей»         | Константин Бронзит                            | Максим Свешников Константин Бронзит Илья Максимов Александр Боярский          | Ольга Овинникова                | $4,0 млн  | $1 730 000  |                                                                                  |
| 2006 | 3  | «Добрыня Никитич и Змей Горыныч»       | Илья Максимов                                 | Максим Свешников Александр Боярский Илья Максимов                             | Ольга Овинникова                | $4,5 млн  | $3 620 000  | Совместо со студией "Аргус Интернешнл"                                           |
| 2007 | 4  | «Илья Муромец и Соловей-Разбойник»     | Владимир Торопчин                             | Александр Боярский Максим Свешников (участие)                                 | Олег Маркелов                   | $2,0 млн  | $9 739 679  |                                                                                  |
| 2008 | 5  | «Про Федота-стрельца, удалого молодца» | Людмила Стеблянко Роман Смородин              | Людмила Стеблянко Роман Смородин                                              | Анастасия Васильева             | $1–2 млн  | $2 500 000  |                                                                                  |
| 2010 | 6  | «Три богатыря и Шамаханская царица»    | Сергей Глезин                                 | Александр Боярский Ольга Никифорова                                           | Елена Лаврентьева Олег Маркелов | $3,0 млн  | $19 010 58  |                                                                                  |
| 2011 | 7  | «Иван Царевич и Серый Волк»            | Владимир Торопчин                             | Александр Боярский Леонид Барац Ростислав Хаит Сергей Петрейков («Квартет И») | Марина Кудрявцева               | $3,0 млн  | $24 830 497 |                                                                                  |
| 2012 | 8  | «Три богатыря на дальних берегах»      | Константин Феоктистов                         | Александр Боярский Слава Сэ (диалоги)                                         | Лидия Савина                    | $3,5 млн  | $31 505 876 |                                                                                  |
| 2013 | 9  | «Иван Царевич и Серый Волк 2»          | Владимир Торопчин                             | Владимир Торопчин Александр Боярский Светлана Саченко (участие)               | Светлана Дегтярёва              | $3,0 млн  | $20 962 988 | Совместно со студией "studio-anima"                                              |
| 2014 | 10 | «Три богатыря. Ход конём»              | Константин Феоктистов                         | Александр Боярский Светлана Саченко Слава Сэ (диалоги)                        | Светлана Дегтярёва              | $3,5 млн  | $16 918 989 |                                                                                  |
| 2015 | 11 | «Крепость. Щитом и мечом»              | Фёдор Дмитриев                                | Александр Боярский                                                            | Олег Маркелов                   | $3,8 млн  | $1 134 274  | Совместно со студией "Дереза"                                                    |
| 2015 | 12 | «Иван Царевич и Серый Волк 3»          | Дарина Шмидт                                  | Леонид Барац Ростислав Хаит Сергей Петрейков («Квартет И»)                    | Светлана Дегтярёва              | $4 млн    | $9 631 488  | Совместно со студиями Lady Bug Studio, "Дереза", "Медуза", Ori Animation Co. LTD |
| 2016 | 13 | «Три богатыря и морской царь»          | Константин Феоктистов                         | Александр Боярский Светлана Саченко Алёна Табунова Слава Сэ (диалоги)         | Андрей Якобчук                  | $4 млн    | $14 134 274 |                                                                                  |
| 2017 | 14 | «Урфин Джюс и его деревянные солдаты»  | Владимир Торопчин Фёдор Дмитриев Дарина Шмидт | Александр Боярский Дарина Шмидт Слава Сэ (диалоги)                            | Анатолий Соколов                | $6,1 млн  | $3 570 21   | Совместно со студией Lady Bug Studio                                             |
| 2017 | 15 | «Три богатыря и принцесса Египта»      | Константин Феоктистов                         | Александр Боярский Светлана Саченко                                           | Андрей Якобчук                  | $3 млн    | $13 756 665 |                                                                                  |
| 2018 | 16 | «Три богатыря и наследница престола»   | Константин Бронзит                            | Максим Свешников Вадим Свешников Константин Бронзит                           | Юлия Маслова Дарья Иванова      | $2,5 млн  | $9 191 443  |                                                                                  |
| 2019 | 17 | «Урфин Джюс возвращается»              | Фёдор Дмитриев                                | Александр Боярский                                                            | Алексей Коробкин                | $3-4 млн  | $1 469 171  |                                                                                  |
| 2019 | 18 | «Иван Царевич и Серый Волк 4»          | Дарина Шмидт Константин Феоктистов            | Леонид Барац Ростислав Хаит Сергей Петрейков («Квартет И»)                    | Дарья Иванова                   | $4,0 млн  | $7 061 603  |                                                                                  |
| 2020 | 19 | «Барбоскины на даче»                   | Елена Галдобина Фёдор Дмитриев                | Александр Боярский Александра Шоха                                            | Олег Маркелов                   | $1,5 млн  | $951 075    |                                                                                  |
| 2020 | 20 | «Конь Юлий и Большие скачки»           | Дарина Шмидт Константин Феоктистов            | Максим Свешников Вадим Свешников Александр Боярский                           | Андрей Якобчук                  | $1,8 млн  | $4 875 202  |                                                                                  |
| 2021 | 21 | «Три богатыря и Конь на троне»         | Дарина Шмидт Константин Феоктистов            | Александр Боярский Александра Шоха Олег Козырев (участие)                     | Дарья Иванова                   | 180 млн ₽ | $7 056 441  | Совместно со студией Poplavok                                                    |
| 2022 | 22 | «Барбоскины Team»                      | Елена Галдобина Фёдор Дмитриев                | Елена Галдобина Фёдор Дмитриев                                                | Олег Маркелов                   | —         | $1 610 193  |                                                                                  |
| 2022 | 23 | «Иван Царевич и Серый Волк 5»          | Константин Феоктистов                         | Александр Боярский Александра Шоха Иван Филиппов (участие)                    | Дарья Иванова                   | 270 млн ₽ | $7 296 600  |                                                                                  |
| 2023 | 24 | «Три богатыря и Пуп Земли»             | Константин Феоктистов                         | Александр Боярский Александра Шоха                                            | Дарья Иванова                   | $2,5 млн  | $11 321 217 |                                                                                  |
| 2024 | 25 | «Лунтик. Возвращение домой»            | Константин Бронзит                            | Константин Бронзит Дарина Шмидт Дмитрий Высоцкий                              | Олег Маркелов                   | —         | $3 422 163  |                                                                                  |
| 2024 | 26 | «Иван Царевич и Серый Волк 6»          | Дарина Шмидт Константин Феоктистов            | Александр Боярский Александра Шоха                                            | Дарья Иванова                   | TBA       | TBA         |                                                                                  |
| 2025 | 27 | «Кот Савелий»                          | Антон Дьяков                                  | Антон Дьяков А. Васильев                                                      | Елена Лаврентьева               | TBA       | TBA         |                                                                                  |
| 2025 | 28 | «Три богатыря и свет клином»           | Дарина Шмидт Константин Феоктистов            | Максим Свешников Вадим Свешников Александр Боярский                           | Юлия Маслова Дарья Иванова      | TBA       | TBA         |                                                                                  |
| 2026 | 29 | «Экспедитор»                           | Антон Дьяков                                  | Антон Дьяков Г. Троценко Р. Троценко Н. Троценко                              | Олег Маркелов                   | TBA       | TBA         |                                                                                  |
| 2026 | 30 | «Иван Царевич и Серый Волк 7»          | Константин Феоктистов                         | Александр Боярский Александра Шоха                                            | Юлия Маслова Дарья Иванова      | TBA       | TBA         |                                                                                  |
| 2027 | 31 | «Три Богатыря и Город планеты»         |                                               |                                                                               |                                 |           |             |                                                                                  |

### Невышедшие полнометражные проекты
| Год  | # | Название мультфильма    | Режиссёр          | Автор сценария     | Художник-постановщик | Бюджет | Сборы |
| ---- | - | ----------------------- | ----------------- | ------------------ | -------------------- | ------ | ----- |
| 2004 | 1 | «Приключения Синдбада»  | Денис Чернов      | Александр Боярский | —                    | —      | —     |
| 2009 | 2 | «Василиса и Серый Волк» | Владимир Торопчин | Александр Боярский | Олег Маркелов        | —      | —     |

### Мультсериалы
| Год              | # | Название мультфильма               | Режиссёр сериала                                                                   | Главные сценаристы                                                                                        | Художники-постановщики | Сезонов | Серий             | Дополнительно                                                                                 |
| ---------------- | - | ---------------------------------- | ---------------------------------------------------------------------------------- | --- | --- | ------- | ----------------- | --------------------------------------------------------------------------------------------- |
| 1999—2000        | 1 | «Приключения в Изумрудном городе»  | Александр Макаров (1 и 2 серии) Илья Максимов (3-я серия) Денис Чернов (4-я серия) | Евгений Марков (1 и 2 серии) Михаил Бартенев (3 и 4 серии) Андрей Усачёв (3 и 4 серии)                    | Юрий Соловьёв (1, 2 и 4 серии) Илья Мышкин (3 и 4 серии)                                                                                               | 1       | 4                 |                                                                                               |
| 2006—наст. время | 2 | «Лунтик и его друзья»              | Дарина Шмидт Елена Галдобина (с 2012)                                              | Сарра Ансон Марина Комаркевич Елена Галдобина Фёдор Дмитриев Александр Богданов Дарина Шмидт Анна Соснора | Марина Комаркевич (1 и 2 сезоны) Татьяна Клейн (2—6 сезоны) Ирина Фёдорова (5—6 сезоны) Вита Ткачёва (7 сезон: 2012) Екатерина Максименко (с 6 сезона) | 10      | 572 +спец. эпизод |                                                                                               |
| 2011—наст. время | 3 | «Барбоскины»                       | Елена Галдобина                                                                    | Елена Галдобина Фёдор Дмитриев Вадим Смоляк Анна Соснора                                                  | Людмила Стеблянко (1—100 серии) Алеся Барсукова (91—130 серии) Марина Макарова (131—212 серии)                                                         | 17      | 286 +спец. эпизод |                                                                                               |
| 2018—наст. время | 4 | «Царевны»                          | Елена Галдобина Дарина Шмидт                                                       | Дарина Шмидт Фёдор Дмитриев Александр Синицын                                                             | Андрей Якобчук | 3       | 78                |                                                                                               |
| 2024–наст.вр.    | 5 | «Три богатыря. Ни дня без подвига» | Александра Шоха Екатерина Салабай                                                  | Артём Фучиджи                                                                                             | Юлия Маслова | 1       | 6                 | Совместно со студией "Капризка", мастерской анимационного кино ЛАД, студией "Popov Animation" |

### Короткометражные мультипликационные фильмы
- Die Hard, 1996, режиссёр Константин Бронзит
- Salute to the Viktors, 1997, режиссёр: Александр Макаров
- Good Morning, 2000, режиссёр: Денис Чернов
- Technology Series, 1998, режиссёры: Денис Чернов, Илья Максимов
- There Was an Old Lady, 2002, режиссёр Константин Бронзит
- «С добрым утром», 2001, режиссёр: Денис Чернов
- «Божество», 2003, режиссёр: Константин Бронзит
- House That Jack Built, 2004, режиссёр: Михаил Мещанинов
- Look Before You Leap, 2004, режиссёры: Ольга Образцова, Екатерина Шрага
- «Кот и лиса», 2004, режиссёр: Константин Бронзит (в серии «Гора Самоцветов» при содействии студии «Пилот»)
- «Добрыня», 2006, рекламный ролик
- «Никола», 2006, рекламный ролик
- «Уборная история — любовная история», 2007, режиссёр: Константин Бронзит
- «Маленькая Василиса», 2007, режиссёр: Дарина Шмидт
- «Закон жизни», 2008, режиссёр: Ришат Гильметдинов
- «Здрайверы», 2009, рекламные ролики
- «Аквилон», 2010, рекламный ролик (45 секунд): Санкт-Петербург, Мурманск, Магнитогорск
- «Мы не можем жить без космоса», 2014, режиссёр: Константин Бронзит
- «Вологодский пломбир», 2018, рекламный ролик
- «Вологодский пломбир», 2019, рекламный ролик
- «БоксБалет», 2019, режиссёр: Антон Дьяков
- «Он не может жить без космоса», 2019, режиссёр: Константин Бронзит
- «Лунтик. Новогодняя ёлка», 2020, режиссёры: Дарина Шмидт, Елена Галдобина
- «Царевны и таинственная гостья», 2023, режиссёр: Александра Шоха